# Lluvia al corazón
«Lluvia al corazón» es el primer sencillo del álbum Drama y luz de la banda musical mexicana de rock en español Maná, lanzado el 10 de marzo de 2011.

## Video musical
El vídeo musical fue dirigido por Sam Stephens y Ariel Danziger. Se muestra a la banda tocando la canción con escenario giratorio y una pantalla circular. En escenas se muestra a bailarines haciendo danzas modernas.

## Posiciones en las listas
| Listas (2011)                     | Posición |
| --------------------------------- | -------- |
| Mexican Airplay Chart             | 11       |
| España (Top 100 Canciones)        | 12       |
| Estados Unidos (Hot Latin Songs)  | 1        |
| Estados Unidos (Tropical Airplay) | 4        |
| Venezuela Airplay Chart           | 6        |